# Rønne hamn
Rønne hamn (danska: Rønne Havn) är en hamn på ön Bornholm i Danmark. Den ligger i Bornholms regionkommun och Region Hovedstaden, 150 km öster om Köpenhamn. 